# Instituto para la Economía y la Paz

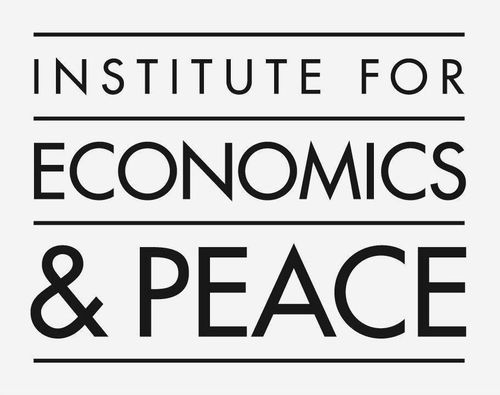
Logo del Instituto para la Economía y la Paz.

El Instituto para la Economía y la Paz (IEP, en inglés Institute for Economics & Peace) es un laboratorio de ideas (think tank) mundial con sede en Sídney, Australia, y oficinas en Nueva York, Ciudad de México y La Haya. El IEP está presidido por el empresario tecnológico Steve Killelea, fundador de Integrated Research.

## Organización
El IEP intenta que la paz sea considerada mundialmente como una medida positiva, factible y tangible del bienestar humano y el progreso.
Persigue este objetivo elaborando índices de paz mundial y nacionales, calculando el coste económico de la violencia, analizando el riesgo de conflicto en cada país y comprendiendo los factores que hay detrás de las sociedades altamente pacíficas (paz positiva).
El IEP elabora marcos para definir lo pacífica que es una sociedad (concepto inglés peacefulness, que puede traducirse por pacificidad, término que la Real Academia Española no recoge en su diccionario, pero que en el idioma español se usa en determinados contextos jurídicos; no debe confundirse con pacifismo) y proporciona formas de medirlo, descubriendo la relación entre paz, empresas y prosperidad, y promoviendo una mejor comprensión de los factores culturales, económicos y políticos que conducen a una sociedad pacífica.

### Socios
El IEP trabaja conjuntamente con otros laboratorios de ideas (también conocidos como centros de pensamiento), ONG e instituciones académicas entre las que se cuentan el Instituto Aspen, el Centro para Estudios Estratégicos e Internacionales de EE. UU. (hay otro en Indonesia con el mismo nombre), el Instituto Internacional para la Paz, la Open Society Foundations y el King's College de Londres. También colabora con organizaciones intergubernamentales como la Organización para la Cooperación y el Desarrollo Económicos (OCDE), la Secretaría de la Mancomunidad de Naciones (Commonwealth), el Programa de las Naciones Unidas para el Desarrollo, la Unicef, la OTAN, el Banco Mundial y la oficina de apoyo a la Comisión de Consolidación de la Paz de la ONU.
Desde 2015 el IEP ha sido un miembro activo del grupo de expertos Pacto global de la ONU sobre empresas e inversión responsable en áreas de alto riesgo.
El IEP se asocia estratégicamente con Rotary International y Un Mundo Joven, lo que implica formar a embajadores del Índice Mundial de Paz. El programa se centra en que los dirigentes jóvenes comprendan la investigación empírica del IEP sobre la paz.
El IEP también es miembro de la Iniciativa de Datos para el Objetivo de Desarrollo Sostenible 16 (paz, justicia e instituciones sólidas). Esta iniciativa consiste en un consorcio que compila datos mundiales ya existentes para ayudar en el seguimiento del progreso hacia este objetivo 16.

## Índice Mundial de Paz
La joya de la corona del IEP es el Índice Mundial de Paz (GPI por sus siglas en inglés), que ahora se considera el estudio de comparación para medir la paz.
El GPI ha sido reconocido por los principales analistas e instituciones, y ha sido incorporado a informes como el anuario del Instituto Internacional de Estudios para la Paz de Estocolmo (2009, 2010, 2011, 2012, 2014, 2015 y 2016). También fue analizado por el equipo del Banco Mundial que elaboró el Informe de desarrollo mundial 2011.
Los datos para el GPI se recogen y cotejan en colaboración con la unidad de inteligencia de la revista The Economist (EIU), el órgano de investigación y análisis de su grupo mediático. Cada año un panel de expertos internacionales en paz y estadística revisan la metodología e informan sobre ella.
El GPI se da a conocer anualmente en presentaciones típicamente celebradas en Londres, Washington D. C., Ginebra, París, Nueva York, Sídney, Bruselas y La Haya.
Varias organizaciones internacionales, como la ONU o el Banco Mundial, utilizan el GPI como fuente de datos e información, de la misma forma que académicos y universidades de todo el mundo.
Además, el GPI fue la base empírica del Simposio de Naciones Pacíficas, una conferencia de 3 días celebrada en noviembre de 2009 para honrar a los países más pacíficos en cada una de las 9 regiones del mundo. En ella Helen Clark, la administradora del Programa de las Naciones Unidas para el Desarrollo (PNUD), pronunció el discurso clave.
En 2016 el IEP cumplió diez años midiendo y analizando los niveles mundiales de paz. Para celebrar este hito, el IEP y la revista Diplomatic Courier celebraron en Washington D. C., la Cumbre por el Futuro de la Paz.
El 11º GPI anual se hizo público en junio de 2017. Incluye 163 países y un mapa interactivo en el sitio web explica los rangos.
El GPI 2017 registró una pequeña mejora en el promedio de paz mundial, con 93 países que mostraban mayores niveles de paz y 68 que los mostraban menores.

## Índices nacionales de paz
El IEP también ha lanzado una serie de índices nacionales de paz. El primero fue el de los Estados Unidos (USPI por sus siglas en inglés) en abril de 2011. El USPI calcula lo pacífico que es cada estado de los EE. UU. y, a diferencia del GPI, utiliza sólo 5 indicadores: presos por habitante, el número de agentes policiales, el número de homicidios, la disponibilidad de armas pequeñas y el número de delitos violentos. En 2011 Maine salía como el estado más pacífico y Luisiana, como el menos pacífico.
El índice de paz del Reino Unido se publicó en 2013. Proporciona una medida amplia de los niveles de pacificidad de 2003 a 2012.
El índice de paz de México (MPI) es el más tardío en la serie de índices nacionales. Ha habido cuatro ediciones del MPI hasta 2017, el primero publicado en 2013 y el más reciente, en 2022.
El MPI emplea cinco indicadores para calibrar el nivel de paz en los treinta y dos estados mexicanos de 2003 a 2016. Los indicadores son: índice de homicidios, delitos violentos, prisión preventiva, delito de armas y delito organizado.
Se contrata a un panel de expertos para proporcionar asesoría independiente y guía técnica para desarrollar la metodología. Estos expertos son de organizaciones independientes y apartidistas, académicas y de la sociedad civil.[cita requerida]
El MPI 2017 halló que la pacificidad de México se deterioró un 4,3 % en 2016. Sin embargo el índice de homicidios aumentó el 18,4 % en el mismo año. Yucatán salía como el estado más pacífico de México y Guerrero, como menos pacífico. La violencia le cuesta a México un quinto de su PIB.
Los datos utilizados para calcular el MPI provienen de organismos públicos mexicanos. El IEP utiliza datos recogidos por el Instituto Nacional de Estadística y Geografía para ajustar las cifras cuando sospecha que están subestimadas.

## Índice Mundial de Terrorismo
Otro de los informes del IEP más reconocidos es el Índice Mundial de Terrorismo (GTI por sus siglas en inglés), que proporciona un amplio resumen de las tendencias clave del terrorismo en el mundo, y de sus patrones. El  informe abarca los pasados 16 años y hasta el momento se han publicado 4 ediciones.
El GTI se basa en los datos de la Base de Datos Mundial sobre Terrorismo (GTD por sus siglas en inglés). Ordena de mayor a menor 163 países basándose en 4 indicadores: número de atentados terroristas en un año dado, número de muertos en atentados, número de heridos e importe de los daños materiales.
El GTI 2016 halló una disminución del 10 % en el número de muertes por terrorismo en 2015: 3 389 menos muertes que en 2014. Un total de 29 376 fallecimientos hizo de 2015 el segundo año oficialmente más mortífero.

## El valor económico de la paz
El informe «El valor económico de la paz» estima el impacto económico de la violencia y el conflicto en la economía mundial.
Proporciona una base empírica para calcular los beneficios económicos potenciales de mejoras en la paz. Estima el impacto económico de la violencia para 163 países y territorios independientes que representan el 99,5 % de la economía y la población mundiales.
El impacto económico mundial de la violencia fue de 14,3 billones de dólares norteamericanos ($) en paridad de poder adquisitivo (PPP por sus siglas en inglés) en 2016, equivalente al 12,6 % del PIB mundial, o 1 953 $ por persona. Esta cifra de 2016 representó la primera disminución en el impacto económico de la violencia desde 2011, año que se corresponde con el inicio de la Guerra Civil Siria y las ganancias territoriales del ISIS en Irak.

## Los medios de comunicación y la paz
El 26 de octubre de 2010, el IEP y Paz y el Propósito de los Medios (Peace and Media Tenor, otro laboratorio de ideas) hicieron público “Midiendo la paz en los medios”, el primer estudio basado en hechos sobre la exactitud de las cadenas televisivas internacionales en su cobertura de la paz, la violencia y el conflicto.
Los resultados muestran grandes incongruencias por cadenas y zonas geográficas, con las cadenas de EE. UU. mucho más centradas en la violencia y el conflicto que las europeas y las de Oriente Medio. Se halló que Al Jazeera proporcionaba la cobertura más equilibrada sobre Afganistán. BBC World encabezaba la amplitud de cobertura: informaba regularmente sobre 67 países en 6 continentes, casi 2 veces el número de países del nivel medio de cobertura.
El estudio analizó 37 programas televisivos de noticias y actualidad de 23 cadenas en 15 países y entonces cruzó los datos con el Índice Mundial de Paz (GPI por sus siglas en inglés), que mide los niveles de paz y violencia en 149 países. BBC 2 Newsnight (Reino Unido) y ZDF Heute Journal (Alemania) resultaron ser los programas cuyas políticas editoriales alinearon su cobertura más estrechamente con el rango del GPI.
Las historias positivas sobre la paz llegan solo al 1,6 % del número total de historias examinadas en el estudio. Estas son historias sobre los pasos activamente dados para reconducir situaciones violentas. Un porcentaje tan pequeño puede estar en parte relacionado con lo que se considera noticioso y dramático, como acontecimientos de alto impacto, violentos o polémicos. Aun así, el estereotipado de los países que se encuentran más abajo en el GPI dificulta que las audiencias empaticen con ellos, y por tanto que apoyen a los gobiernos y abran vías hacia la paz.

## Paz positiva
La paz positiva es un marco innovador y basado en hechos empíricos (conocidos como los pilares de la paz) que ha sido desarrollado por IEP para identificar y entender los factores que estadísticamente se asocian con sociedades pacíficas y resilientes. El IEP mide la paz positiva con el Índice de Paz Positiva (PPI por sus siglas en inglés).
Mientras el Índice Mundial de Paz mide la 'paz negativa' —esto es, la ausencia de violencia o de miedo a la violencia— la paz positiva representa la capacidad de una sociedad para satisfacer las necesidades de sus ciudadanos y encauzar sus agravios sin usar la violencia. Este marco está basado en características comunes cuantitativamente identificables en la mayoría de las sociedades pacíficas del mundo.
La característica definitoria del marco de paz positiva es cómo contempla la paz. Las investigaciones del IEP han demostrado que los niveles altos de pacificidad aparecen si los 8 factores de la paz positiva son elevados, no solo alguno de ellos. Todos los ámbitos se encuentran altamente interrelacionados e interactúan conjunta y sistémicamente para producir una sociedad pacífica. Estos factores (los pilares de la paz) son:
- un entorno empresarial sólido
- buenas relaciones con los vecinos
- altos niveles de capital humano
- aceptación de los derechos de los otros
- bajos niveles de corrupción
- un Gobierno que funcione bien
- libre flujo de información
- distribución equitativa de los recursos

## Recepción
La Universidad de Pensilvania publica anualmente un informe sobre los laboratorios de ideas (Global Go). En este informe puso al Instituto para la Economía y la Paz en la lista de los "laboratorios de ideas a vigilar", y lo consideró uno de los centros de pensamiento con presupuesto inferior a los 5 millones de $ con más impacto mundial.
En 2013, la fundación del IEP por Steve Killelea fue reconocida como una de las 50 donaciones filantrópicas con más impacto en la historia de Australia por un grupo de instituciones entre las que se encontraban la compañía familiar Myer, la Fundación Myer, el Fondo Sidney Myer, Pro Bono Australia, la Universidad de Swinburne y Australia Filantropía.